# Victor Meyer-Reaktion
Die Victor-Meyer-Reaktion ist eine Namensreaktion aus der organischen Chemie. Sie wurde um 1872 von dem deutschen Chemiker Victor Meyer (1848–1897) entwickelt. Diese Reaktion ist eine Substitutionsreaktion.

## Übersichtsreaktion
Ein Halogenalkan (z. B.  1-Halogenbutan) reagiert mit Silbernitrit in der Hitze zu einer Nitroverbindung:

## Allgemeines
Diese Reaktion wird üblicherweise mit Ether als Lösungsmittel und in Temperaturen um die 80–110 °C durchgeführt. Es entstehen dabei sowohl eine Nitrogruppe als auch eine Nitritgruppe. Die Anteile der jeweiligen Gruppen hängen von der Art der Halogenalkane und der Nitritmetallverbindung ab. Die Ausbeute der Nitrogruppen ist dabei Von primären zu tertiären Halogenalkanen abfallend, gegenteiliges gilt für die Nitritgruppe. Zudem finden bei dieser Reaktion zwei verschiedene Mechanismen statt, die SN1 und SN2 Mechanismen. So wurde auch nachgewiesen, das bei einer SN1-Reaktion die Bindung zu dem elektronegativeren Atom viel wahrscheinlicher ist und somit eher Nitritgruppen entstehen. Allerdings hängen die Ausbeuteverhältnisse nicht nur von elektronischen, sondern auch von sterischen Effekten ab. Beispielsweise hat die C-O Bindung der Nitritgruppe weniger sterische Hinderung als die C-N Bindung der Nitroverbindung. Durch Waschen mit konzentrierter Schwefelsäure oder Phosphorsäure können die zwei verschiedenen Stickstoffverbindungen getrennt werden, da die Nitritgruppe im sauren Medium nicht stabil ist. Trotz der relativ geringen Ausbeute ist dies eine der einfachsten und nützlichsten Methoden Nitroalkane herzustellen, die mindestens ein Butan-rest oder längere Reste besitzen.

## Vorgeschlagener Reaktionsmechanismus
Der hier vorgeschlagene Reaktionsmechanismus erfolgt nach dem SN2-Mechanismus. Dabei erfolgt ein Nucleophiler Rückseitenangriff auf das Halogenalkan 1. Im nachfolgenden Schritt entsteht dann ein von nur kurzer Dauer vorhandener Übergangszustand 2. Dabei findet eine Inversion (Walden-Umkehr) statt, d. h. es ändert sich die Konfiguration der zum Kohlenstoff anliegenden Atome (siehe Abb.). Von Schritt 2 zu 3 spaltet sich das Halogen ab und fällt mit dem Silberkation als Salz aus (z. B. als Silberchlorid, Silberbromid). Das Endprodukt ist das Nitroalkan 3. Die positive und Negative Ladung in diesem Molekül ist durch die Oktettregel begründet.
Zusätzlich kann in dieser Reaktion der nucleophile Angriff vom Sauerstoff stattfinden, wobei ein Umklappen von Elektronen vom Stickstoff Zum Sauerstoff für einen Ladungsausgleich sorgen und wir so ein Nitritalkan 6 erhalten.
Als Reste fungieren im Allgemeinen Wasserstoff, Arylgruppen und Alkylgruppen.

## Besonderheiten
Diese Reaktion kann auch mit Natriumnitrit oder Kaliumnitrit (statt Silbernitrit) durchgeführt werden.